# Anne Marie Martinozzi
Anne Marie Martinozzi, född 1637, död 1672, var en italiensk och fransk adelskvinna. Hon var systerdotter till Frankrikes de facto regent kardinal Mazarin och känd som en av de så kallade mazarinettes. 
Hon var dotter till den italienska adelsmannen Girolamo Martinozzi och Laura Margherita Mazzarino. Hon var en av de systerdöttrar som tillsammans med sina mödrar kallades till det franska hovet 1647-1653 för att ingå äktenskap som arrangerades av deras morbror av politiska skäl, och som vid det franska hovet kollektivt kallades  mazarinettes. 
Hon gifte sig 1654 med Armand de Bourbon. Hon var surintendante de la Maison de la Reine för änkedrottningen 1657-1666. 